# Hyposoter fugitivus
Hyposoter fugitivus är en stekelart som först beskrevs av Thomas Say 1835.  Hyposoter fugitivus ingår i släktet Hyposoter och familjen brokparasitsteklar. Inga underarter finns listade i Catalogue of Life.